# 글리제 581 b
글리제 581 b는 항성 글리제 581 주위를 돌고 있는 외계 행성이다.

## 발견
이 행성은 프랑스 및 스위스 천문학자 팀에 의해 발견되었으며, 이들은 2005년 11월 30일 발견 사실을 공표했다. 이들의 발표 내용은 다음과 같았다.
1. 새로 발견된 행성은 지금까지 발견된 외계 행성 중 가장 질량이 작은 것 중 하나이다.
2. 외계 행성을 거느리는 적색 왜성은 매우 흔하다.

글리제 581 b는 글리제 876의 행성 3개, 글리제 436 b 다음으로 적색 왜성을 도는 행성들 중에서는 다섯 번째로 발견된 존재이기도 하다. b를 찾아내는 데에는 HARPS 관측기구가 사용되었으며, 연구진은 항성의 떨림으로부터 행성의 존재를 증명했다.
연구진은 발견 사실을 '천문학과 천체물리학 편집자에게 보내는 서신'에 실었다.

## 공전 궤도 및 질량
글리제 581 b는 질량이 지구의 약 16배(최솟값)로 해왕성의 질량과 비슷하다. 항성 표면을 지나가지 않기 때문에 궤도경사각이 약 88.1도보다 작음을 알 수 있다. 구성원인 세 행성의 궤도가 동일 평면상에 존재한다고 가정한 동역학 시뮬레이션에 의하면, 581계(系)는 만약 궤도경사각이 10도 이하가 되어 구성원들의 질량이 매우 크다면 계 자체가 시간의 흐름에 따라 불안정해질 것이다. 글리제 581 b의 경우 질량 상한선은 지구의 약 90배(이는 토성의 질량과 비슷함) 정도이다. 질량이 이 정도일 경우 b는 내부에 토성이나 HD 149026 b처럼 단단하고 무거운 중심핵이 있을 것이다.
항성으로부터의 거리는 약 0.041 천문단위(약 600만 킬로미터)에 불과하여 한 번 도는 데 대략 5.4일밖에 걸리지 않는다. 반면 태양에서 제일 가까운 수성은 이보다 약 9.5배나 더 멀리 떨어져 있으며(약 0.387 천문단위, 약 5,800만 킬로미터) 약 88일 정도로 걸려 태양을 한 바퀴 돈다.

## 물리적 특징
글리제 581 b의 질량, 표면 온도, 코로나 질량 방출로 입는 영향 등은 글리제 436 b(코로나 질량 방출의 경우 글리제 876 d와도 비슷함)와 흡사할 것이다. 글리제 581 b는 항성 앞을 지나가지 않기 때문에 현재까지 알려진 물리적 수치보다 더 자세한 것은 아직 알 수 없다. 하지만 글리제 581 b는 자기 외에도 형제가 둘 더 있는 반면 글리제 436 b는 홀로 있음을 고려한다면, 이 두 행성계의 구성원들은 태어나는 과정이 서로 달랐을 것임은 확실하다.

## 참고 문헌
1. 1 2 3  Udry, S., Bonfils, X., Delfosse, X.;  외. (2007). “The HARPS search for southern extra-solar planets. XI. Super-Earths (5 and 8 M⊕) in a 3-planet system”. 《Astronomy and Astrophysics》 469: L43.
2. ↑  Bonfils;  외. (2005). “The HARPS search for southern extra-solar planets, VI. A Neptune-mass planet around the nearby M dwarf Gl 581”. 《Astronomy and Astrophysics》 443: L15–L18. 2008년 10월 30일에 원본 문서에서 보존된 문서. 2008년 10월 5일에 확인함.
3. ↑  Mercedes Lopez-Morales, Nidia I. Morrell, R. Paul Butler, Sara Seager (2006). “Limits to Transits of the Neptune-mass planet orbiting Gl 581”. arXiv:0609255v1 |arxiv= 값 확인 필요 (도움말) [astro-ph].
4. ↑  Beust, H.;  외. (2008). “Dynamical evolution of the Gliese 581 planetary system”. 《Astronomy and Astrophysics》 479 (1): 277–282. doi:10.1051/0004-6361:20078794.
5. ↑  Dividing the m sin i of 15.82, by "Sin(10/180 * PI)" on a radian-configured processor, yields 91.1.

## 같이 보기
- 글리제 229
- 글리제 436 b
- 글리제 876 b
- 글리제 876 c
- 글리제 876 d